# クアンニン省
クアンニン省（広寧省、クアンニンしょう、ベトナム語：Tỉnh Quảng Ninh / 省廣寧  発音）は、ベトナムの省（地方自治体）の一つ。省都はハロン市。東北部に位置し、ハロン湾に面している。北は中華人民共和国と国境を接する。

## 概要
クアンニン省は、ベトナムの北東に位置している。北側では118.8km、トンキン湾では191kmに渡り、中国と国境を接している。西側はランソン省、バクザン省、ハイズン省、南側はハイフォン市と接している。クアンニン省は、政治、経済、軍事、外交において有利な立地にある。また、ベトナムと中国が共同で開発する越中経済協力地域を有してる。アセアンと中国、また中国の広西チワン族自治区とシンガポールの貿易中継地としての役割を期待されている。
クアンニン省には、14の市・地区、186区・郡・町がある。ベトナム全土で、4市を有しているのはクアンニン省だけである。人口は118.5万人で、そのうち50.3%が都市に住んでいる。総面積は12,220 km2で、そのうち内陸の面積は6,100 km2である。ベトナム全土の3分の2を占める大小合わせて2,000の島を有し、海岸線は250 km 以上に及んでいる。
クアンニン省は多様で豊富な天然鉱物資源を有している。他省・市にない石炭、カオリン、粘土、珪砂、石灰石などの鉱物資源を多く有している。
クアンニン省は観光資源にも恵まれている。特にハロン湾は、ユネスコによって世界自然遺産に認定された。また、新・世界七不思議のひとつに選べれている。大小さまざまな島が点在しているバイトゥロン湾は、昔のままの風景を残しており、多くの外国人観光客を魅了している。クアンニン省はこの他にも観光資源を多く有しており、これらの観光資源はこれからの発展に大きく寄与している。

## 統計
| STT | 市町         | 面積(km2) | 土地利用 (2010) – ha | 土地利用 (2010) – ha | 土地利用 (2010) – ha | 人口 (x1000) | 人口密度(人口 /km2) | 行政区画 | 行政区画   | 行政区画 |
| STT | 市町         | 面積(km2) | 農地                 | 宅地                 | 遊休土地             | 人口 (x1000) | 人口密度(人口 /km2) | 計       | コミューン | 区、小町 |
| --- | ------------ | --------- | -------------------- | -------------------- | -------------------- | ------------ | ------------------- | -------- | ---------- | -------- |
| 1   | ハロン市     | 272.0     | 9 544.9              | 16 254.9             | 1 395.3              | 222.2        | 816.9               | 20       | 0          | 20       |
| 2   | モンカイ市   | 518.4     | 39 185.0             | 6 932.8              | 5 719.7              | 90.6         | 174.8               | 17       | 9          | 8        |
| 3   | ウォンビ市   | 256.3     | 17 771.0             | 5 617.7              | 2 242.0              | 108.2        | 422.2               | 11       | 4          | 7        |
| 4   | カンファ市   | 343.2     | 22 658.2             | 8 448.3              | 3 216.2              | 178.1        | 518.9               | 16       | 3          | 13       |
| 5   | ビンリオ町   | 475.1     | 38 993.2             | 1 580.1              | 6 936.8              | 28.1         | 59.1                | 8        | 7          | 1        |
| 6   | テェンエン町 | 647.9     | 53 052.4             | 2 799.6              | 8 937.7              | 45.1         | 69.6                | 12       | 11         | 1        |
| 7   | ダンハ町     | 310.3     | 21 723.9             | 2 985.8              | 6 315.3              | 33.8         | 108.9               | 10       | 9          | 1        |
| 8   | ハイハ町     | 513.9     | 39 836.1             | 5 764.3              | 5 792.8              | 52.9         | 102.9               | 16       | 15         | 1        |
| 9   | バチェ町     | 608.6     | 55 190.7             | 1 347.3              | 4 317.6              | 19.4         | 31.9                | 8        | 7          | 1        |
| 10  | バンドン町   | 553.2     | 41 811.4             | 2 674.9              | 10 833.9             | 40.8         | 73.8                | 12       | 11         | 1        |
| 11  | ホアンボ町   | 844.6     | 70 106.9             | 6 842.2              | 7 514.1              | 46.8         | 55.4                | 13       | 12         | 1        |
| 12  | ドントレイ町 | 397.2     | 27 853.0             | 8 999.3              | 2 869.2              | 158.5        | 399.0               | 21       | 19         | 2        |
| 13  | クアンエン町 | 314.2     | 19 221.7             | 11 431.0             | 767.3                | 132.0        | 420.1               | 19       | 18         | 1        |
| 14  | コト町       | 47.5      | 2 358.5              | 155.4                | 1 236.8              | 5.1          | 107.4               | 3        | 2          | 1        |
|     | 計           | 6102.4    | 459306.9             | 81833.6              | 68094.7              | 1161.6       | 190.4               | 186      | 127        | 59       |

| 年齢  | 男      | 女      | 計        | 男性比% | 女性比% |
| ----- | ------- | ------- | --------- | ------- | ------- |
| 0     | 10 054  | 9 384   | 19 438    | 51.72   | 48.28   |
| 1-4   | 43 865  | 33 990  | 77 855    | 56.34   | 43.66   |
| 5-9   | 47 071  | 42 546  | 89 617    | 52.52   | 47.48   |
| 10-14 | 46 480  | 45 350  | 91 830    | 50.62   | 49.38   |
| 15-17 | 34 740  | 33 811  | 68 551    | 50.68   | 49.32   |
| 18-19 | 17 496  | 15 775  | 33 271    | 52.59   | 47.41   |
| 20-24 | 46 999  | 43 393  | 90 392    | 51.99   | 48.01   |
| 25-29 | 55 340  | 49 764  | 105 104   | 52.65   | 47.35   |
| 30-34 | 44 650  | 45 077  | 89 727    | 49.76   | 50.24   |
| 35-39 | 47 981  | 47 119  | 95 100    | 50.45   | 49.55   |
| 40-44 | 44 509  | 38 575  | 83 084    | 53.57   | 46.43   |
| 45-49 | 43 200  | 36 781  | 79 981    | 54.01   | 45.99   |
| 50-54 | 36 899  | 37 623  | 74 522    | 49.51   | 50.49   |
| 55-59 | 23 831  | 25 346  | 49 177    | 48.46   | 51.54   |
| 60-64 | 15 227  | 17 665  | 32 892    | 46.29   | 53.71   |
| 65-69 | 13 113  | 13 283  | 26 396    | 49.68   | 50.32   |
| 70-74 | 9 950   | 11 859  | 21 809    | 45.62   | 54.38   |
| 75-79 | 7 262   | 8 326   | 15 588    | 46.59   | 53.41   |
| 80+   | 7 174   | 10 041  | 17 215    | 41.67   | 58.33   |
| 計    | 595 841 | 565 708 | 1 161 549 | 51.30   | 48.70   |

## 隣接行政区画
- ハイフォン
- ハイズオン省
- バクザン省
- ランソン省
- 広西チワン族自治区

## 行政区画
30坊・22社・2特区がある。
- アンシン坊（phường An Sinh）
- ドンチエウ坊（phường Đông Triều）
- ビンケー坊（phường Bình Khê）
- マオケー坊（phường Mạo Khê）
- ホアンクエ坊（phường Hoàng Quế）
- イエントゥー坊（phường Yên Tử）
- ヴァンザイン坊（phường Vàng Danh）
- ウオンビ坊（phường Uông Bí）
- ドンマイ坊（phường Đông Mai）
- ヒエップホア坊（phường Hiệp Hòa）
- クアンイエン坊（phường Quảng Yên）
- ハアン坊（phường Hà An）
- フォンコック坊（phường Phong Cốc）
- リエンホア坊（phường Liên Hòa）
- トゥアンチャウ坊（phường Tuần Châu）
- ヴィエットフン坊（phường Việt Hưng）
- バイチャイ坊（phường Bãi Cháy）
- ハトゥー坊（phường Hà Tu）
- ハラム坊（phường Hà Lầm）
- カオサイン坊（phường Cao Xanh）
- ホンガイ坊（phường Hồng Gai）
- ハロン坊（phường Hạ Long）
- ホアインボー坊（phường Hoành Bồ）
- モンズオン坊（phường Mông Dương）
- クアンハイン坊（phường Quang Hanh）
- カムファ坊（phường Cẩm Phả）
- クアオン坊（phường Cửa Ông）
- モンカイ1坊（phường Móng Cái 1）
- モンカイ2坊（phường Móng Cái 2）
- モンカイ3坊（phường Móng Cái 3）
- クアンラー社（xã Quảng La）
- トンニャット社（xã Thống Nhất）
- ハイホア社（xã Hải Hòa）
- ティエンイエン社（xã Tiên Yên）
- ディエンサー社（xã Điền Xá）
- ドングー社（xã Đông Ngũ）
- ハイラン社（xã Hải Lạng）
- ルオンミン社（xã Lương Minh）
- キートゥオン社（xã Kỳ Thượng）
- バチェー社（xã Ba Chẽ）
- クアンタン社（xã Quảng Tân）
- ダムハ社（xã Đầm Hà）
- クアンハ社（xã Quảng Hà）
- ドゥオンホア社（xã Đường Hoa）
- クアンドゥック社（xã Quảng Đức）
- ホアインモー社（xã Hoành Mô）
- ルックホン社（xã Lục Hồn）
- ビンリエウ社（xã Bình Liêu）
- ハイソン社（xã Hải Sơn）
- ハイニン社（xã Hải Ninh）
- ヴィントゥック社（xã Vĩnh Thực）
- カイチエン社（xã Cái Chiên）
- ヴァンドン特区（đặc khu Vân Đồn）
- コートー特区（đặc khu Cô Tô）

2025年までは5市1市社7県で構成される。
- ハロン市（Hạ Long / 下龍）
- モンカイ市（Móng Cái / 硭街）
- ウオンビ市（Uông Bí / 汪秘）
- カムファ市（Cẩm Phả / 錦普）
- ドンチエウ市（Đông Triều / 東潮）
- クアンイエン市社（Quảng Yên / 廣安）
- ヴァンドン県（Vân Đồn / 雲屯）
- ダムハ県（Đầm Hà / 潭河）
- コートー県（Cô Tô / 姑蘇）：島嶼県
- ティエンイエン県（Tiên Yên / 先安）
- ハイハ県（Hải Hà / 海河）
- ビンリエウ県（Bình Liêu / 平遼）
- バチェー県（Ba Chẽ / 𠀧扯）

## 交通
- ヴァンドン国際空港
- ベトナム鉄道：ケプ・カイラン線

## 経済
クアンニン省は、ベトナムにおいて今後最も早いスピードで発展が期待される省のひとつ。ベトナムの首都ハノイ、ベトナム有数の貿易港ハイフォンと一体した経済圏に含まれる都市として、クアンニン省はベトナム北部の重要な経済都市に発展していくことは確実である。クアンニン省が戦略的に重要な都市として発展する理由は、まさに中国と国境を接していることである。クアンニン省は、ASEAN・中国自由貿易地域の重要な中継都市としてその戦略的な重要性は拡大していくものと考えられる。
クアンニン省は、ベトナム63省・中央直轄市の中でトップ10に入る経済規模を誇る。省経済の中核を成す産業は、鉱業および観光業である。一方クアンニン省もベトナムの他の省同様、一層の工業化を進めるべく努力しているが、その工業化・発展戦略の特徴は「グリーン発展」モデルへの転換である。旧来の鉱工業・観光業からより高付加価値な工業・サービス業の受入れを通して、ベトナムにおけるグリーン発展のリーダーの役割を果たすことができるよう努力している。 